# Музей Никифора Крыницкого
Музей Никофора Крыницкого (пол. Muzeum Nikifora w Krynicy-Zdroju) — музей, находящийся в городе Крыница-Здруй, Новосонченский повят, Малопольское воеводство. В музее хранятся и экспонируются материалы, связанные с жизнью и деятельностью лемковского художника-примитивиста Никофора Крыницкого. Является филиалом Краеведческого музея в городе Новы-Сонч.
Музей располагается в деревянном здании под названием «Романувка», которое входит в туристический маршрут «Путь деревянной архитектуры Малопольского воеводства».

## История

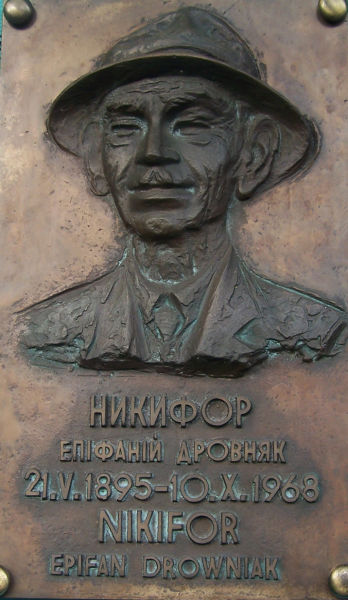
Барельеф Никифора Крыницкого на здании музея

Здание построено в середине XIX века в так называемом «швейцарском стиле», который характер для многих деревянных зданий Крыницы-Здруй, построенных в этом веке. Здание называлось «Вилла Романувка» (пол. Willa «Romanówka») и в нём находился частный пансионат, который действовал до 1990 года. Позднее задние было разобрано для реставрации и заново установлено на том же месте.
Музей в «Вилле Романувка» был открыт в 1995 году. На стене здания находится мемориальный барельеф с изображением художника с надписями на украинском и польском языках.
Музей открыт ежедневно, кроме понедельника, с 10:00 до 13:00 и с 14:00 до 17:00.

## Коллекция
В музее собраны 77 работ Никифора Крыницкого, в большинстве своём, представляющие межвоенный период творчества художника, который считается наилучшим в его карьере. Также экспонируются его мастерская, печати, кисти, многочисленные фотографии и письма. Дополнительно представлены книги и публикации, посвящённые художнику, плакаты и каталоги его выставок.
Помимо основной экспозиции, в музее регулярно организовываются временные выставки, представляющие работы художников-примитивистов.

## Галерея

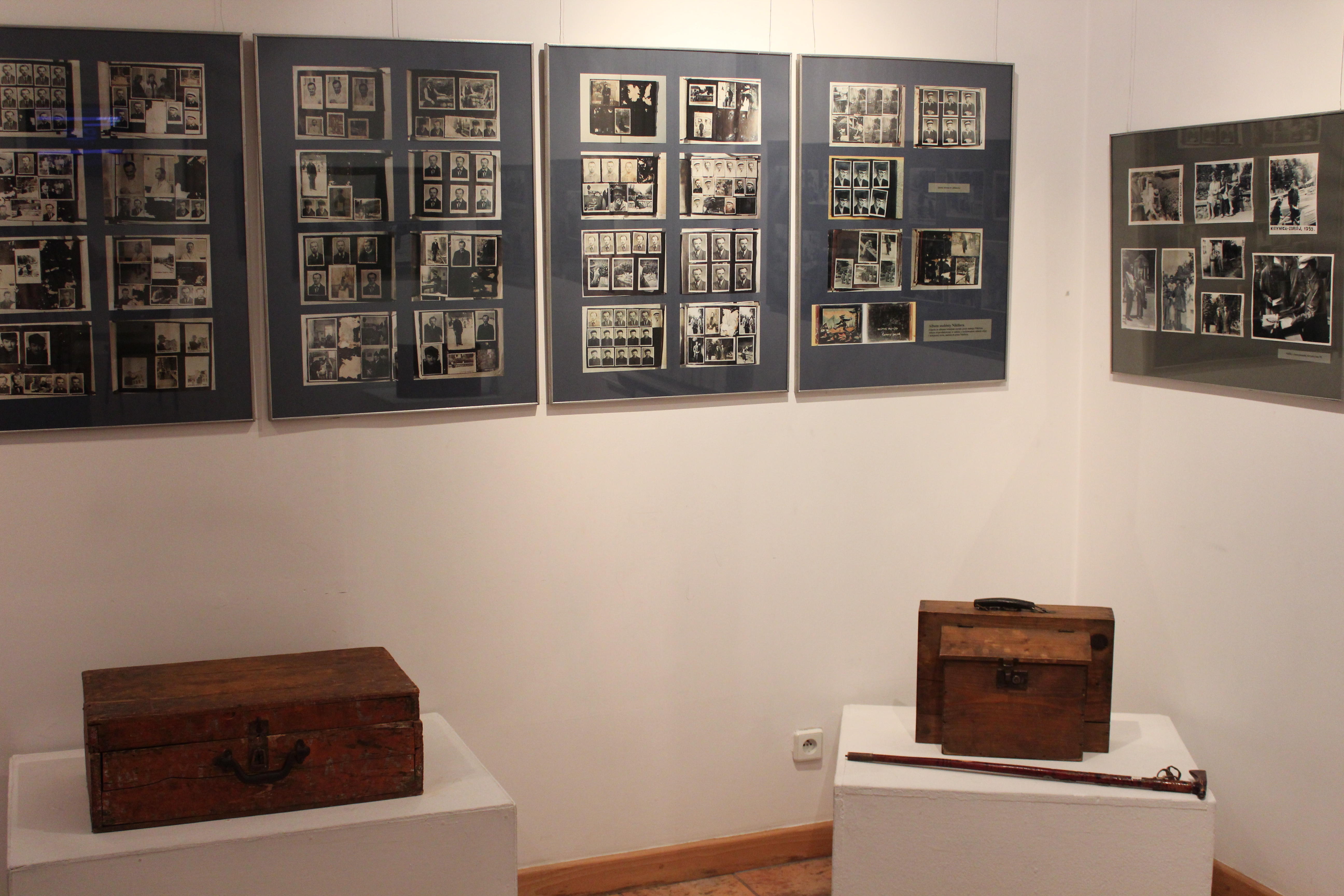
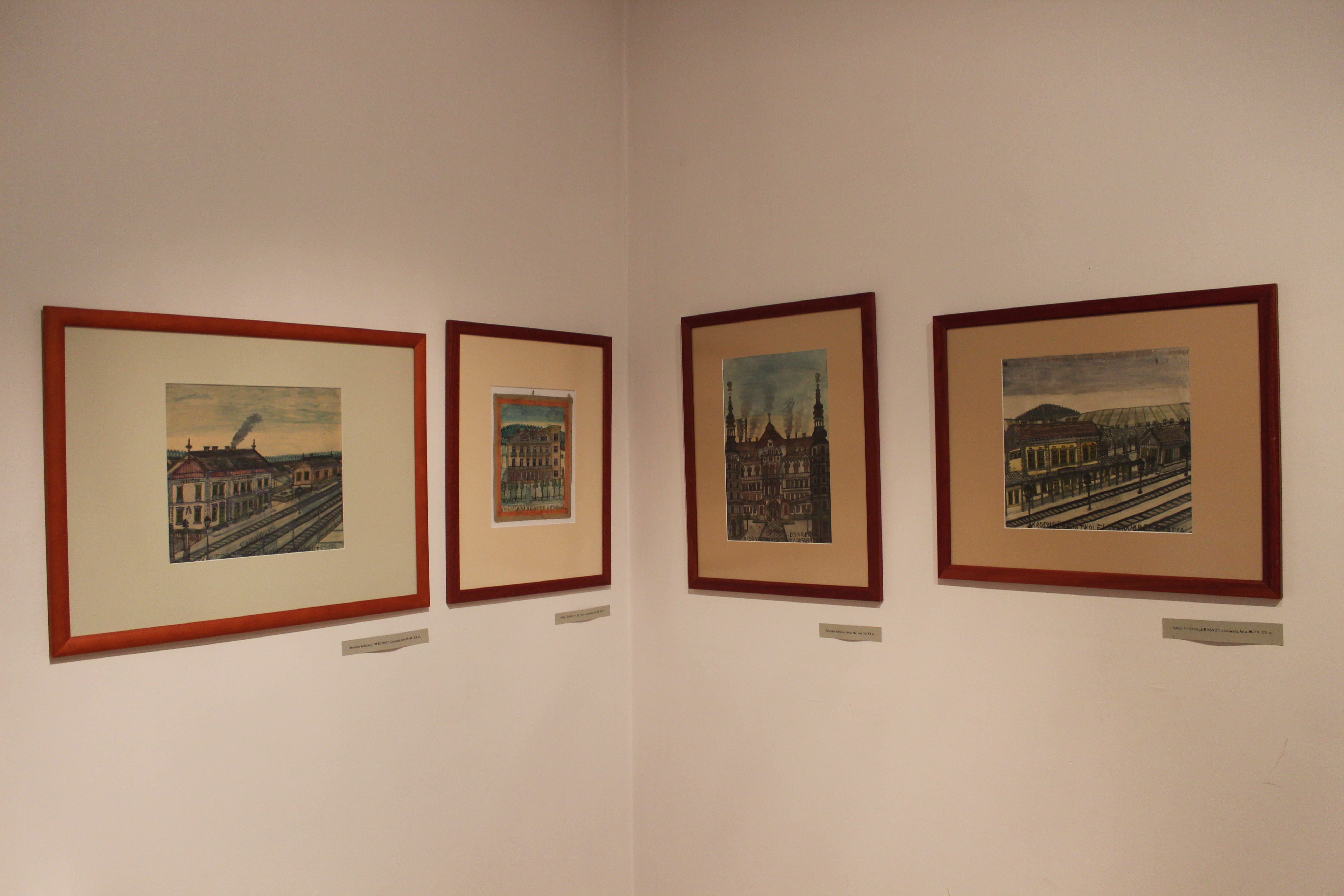
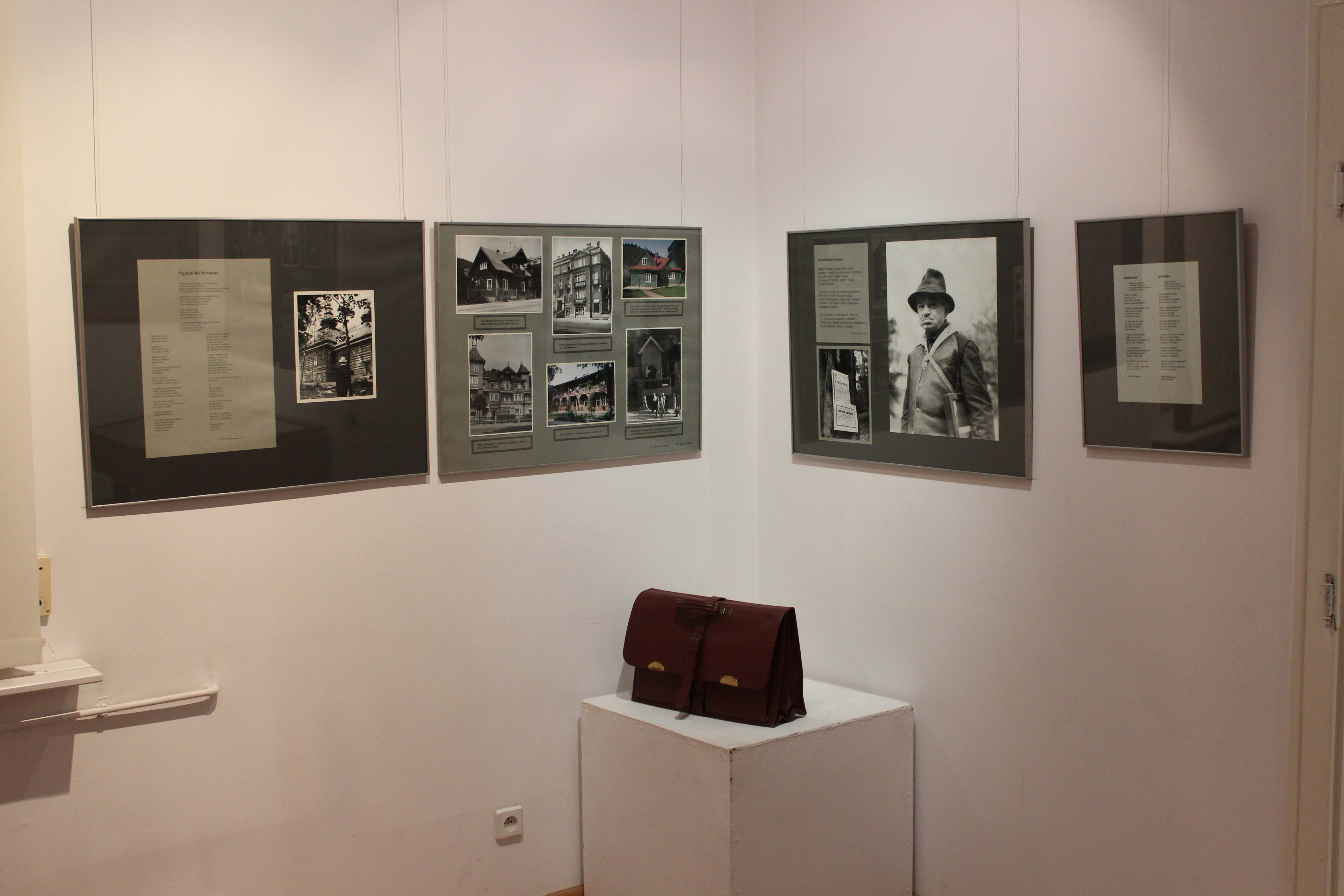
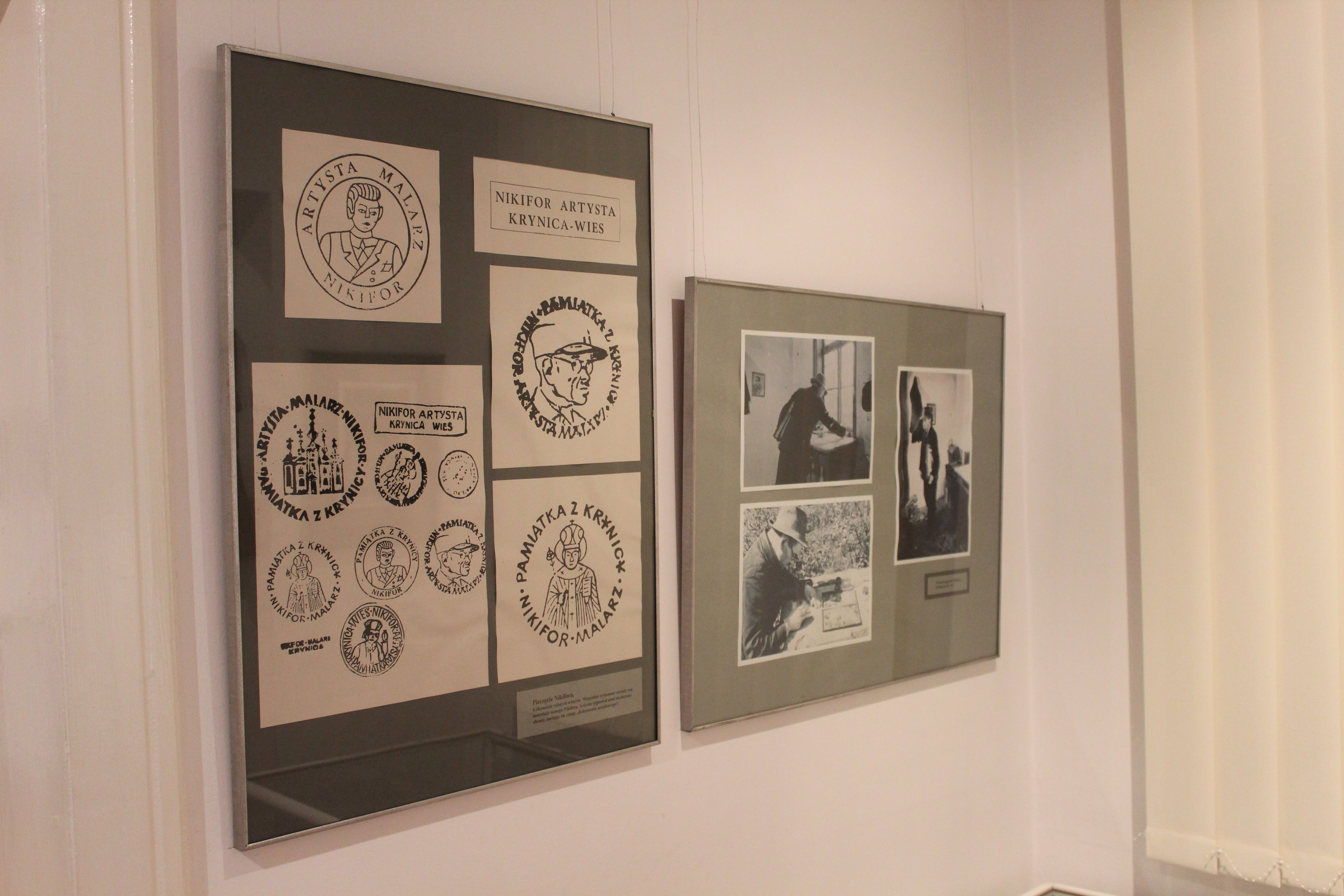